# Sammy Skytte
Sammy Skytte (* 20. Februar 1997 in Silkeborg) ist ein dänischer Fußballspieler. Er gehörte zu den Kadern der dänischen Nachwuchsnationalmannschaften.

## Karriere

### Verein
Skytte spielte in der Jugend von Silkeborg KFUM und Silkeborg IF. Er debütierte am 22. September 2015 bei der 0:1-Niederlage im dänischen Pokalwettbewerb gegen den Erstligisten Aarhus GF in der ersten Mannschaft von Silkeborg IF. In seiner ersten Saison kam Skytte in der Liga zu neun Einsätzen und stieg in die Superliga (erste Liga) auf. Am 4. November 2016 spielte er beim 0:0 am elften Spieltag gegen Aarhus GF erstmals in der höchsten dänischen Spielklasse. In der Superliga kam Skytte zu neun Einsätzen und als Neuntplatzierter nahm Silkeborg IF an der Abstiegsrunde teil, in der er zu sechs Einsätzen kam (ein Tor). Als Tabellenerster qualifizierte sich Silkeborg IF für die Teilnahme an den Play-offs zur Qualifikation für die UEFA Europa League und schieden dort gegen Odense BK aus; Skytte kam hierbei in beiden Partien zum Einsatz.
Sein Kontrakt bei Silkeborg IF läuft bis 2019.

### Nationalmannschaft
Skytte kam zu zwei Einsätzen für die dänische U-17-Nationalmannschaft, fünf Einsätzen für die U-18, sechs Einsätzen für die U-19-Nationalmannschaft und zu zwei für die U-20-Auswahl. Am 6. Oktober 2017 spielte Skytte beim 5:2-Sieg im EM-Qualifikationsspiel in Aalborg gegen Bulgarien zum ersten Mal für die dänische U-21-Nationalmannschaft.